# Урочище Пустельня
Уро́чище Пусте́льня — комплексна пам'ятка природи місцевого значення в Україні. Розташована на північний захід від села Устечко Чортківського району Тернопільської області. 
Площа 3 га. Статус присвоєно згідно з рішенням Тернопільської обласної ради від 8.12.2017 року № 838. Перебуває у віданні ДП «Бучацьке лісове господарство», Дорогичівське лісництво, кв. 61, вид. 3, 4). 
Статус присвоєно для збереження частини лісового масиву, у деревостані якого переважають дуб, граб. Територія займає мальовничий стрімкий схил правого берега річки Джурин, тут розташовані цікаві природні об'єкти: водоспад Дівочі сльози, печера пустельника, джерело Святої Анни. 
В урочищі облаштована рекреаційна ділянка. 